# Lophuromys rahmi
Lophuromys rahmi је врста глодара из породице мишева (Muridae).

## Распрострањење
Врста је присутна у ДР Конгу, Руанди и Уганди.

## Станиште
Врста Lophuromys rahmi има станиште на копну.

## Угроженост
Ова врста се сматра угроженом.

### Популациони тренд
Популациони тренд је за ову врсту непознат.